# Sankt Peter im Sulmtal
Sankt Peter im Sulmtal là một đô thị thuộc huyện Deutschlandsberg thuộc bang Steiermark, nước Áo. Đô thị Sankt Peter im Sulmtal có diện tích 10,95 km², dân số thời điểm cuối năm 2005 là 1354 người.